# Xkcd

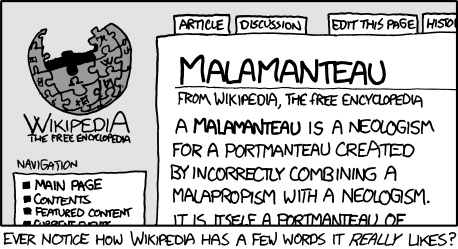
Aflevering 739

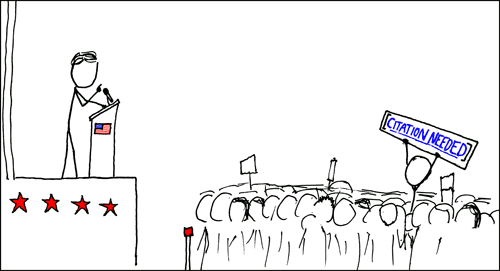
Aflevering 285

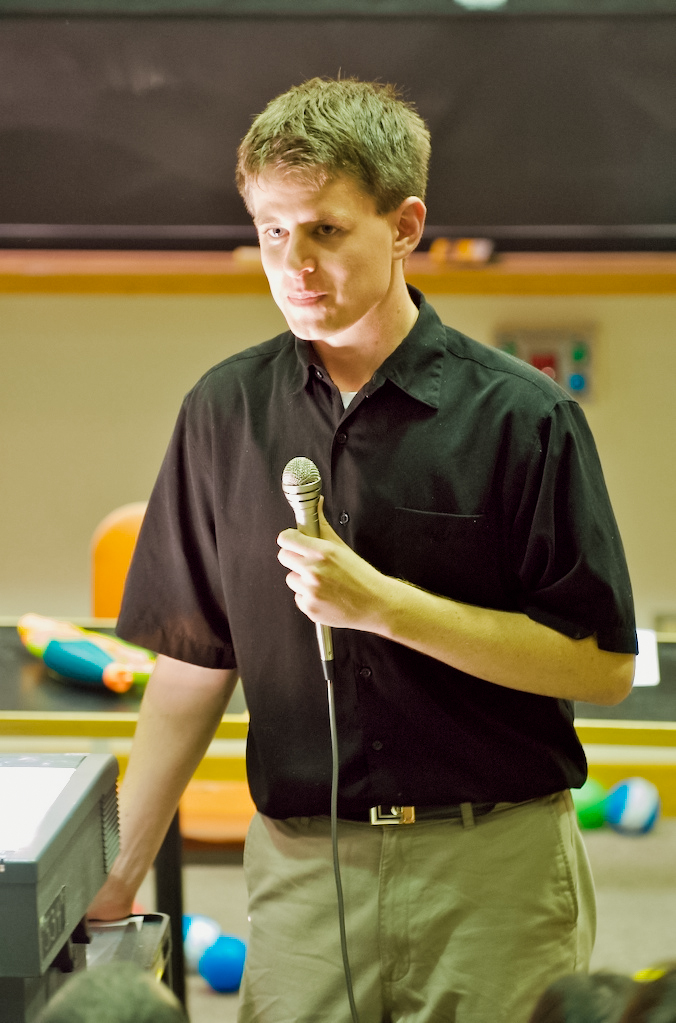
Randall Munroe, de maker van xkcd

Xkcd (geheel in kleine letters geschreven) is een Engelstalige webstrip van Randall Munroe. De strip wordt door de maker omschreven als een 'webstrip over romantiek, sarcasme, wiskunde en taal'. De onderwerpen van de strip variëren. Soms worden er uitspraken gedaan over het leven en de liefde, andere onderwerpen zijn grappen over wiskunde of de wetenschap, ook worden er veel referenties naar de popcultuur gemaakt. De strip is bijzonder populair onder mensen die werkzaam zijn in de ICT- en internetwereld.
Xkcd wordt driemaal per week gepubliceerd: op maandag, woensdag en vrijdag, rond middernacht (EST). Alle strips zijn gelicenseerd onder de Creative Commons niet-commercieel 2.5-licentie.